# Isa Grütering
Isa Grütering (* 18. Mai 1976 in Halle/Saale) ist eine ostdeutsche Autorin, Unternehmerin und Aktivistin, die sich für die Rechte von Frauen nach Fehlgeburten sowie für die Sichtbarkeit ostdeutscher Identität einsetzt.

## Leben und Arbeit
Nach ihrer schulischen und beruflichen Ausbildung widmete sich Grütering verschiedenen Projekten in der Medien- und Verlagswelt. Sie gründete das Online-Magazin Hauptstadtmutti, das sich mit Themen rund um Mutterschaft, Familie und Stadtleben in Berlin auseinandersetzt. Das Magazin richtet sich vor allem an Mütter und beleuchtet familienfreundliche Orte und Veranstaltungen in der Hauptstadt, bietet aber auch Einblicke in Lifestyle und gesellschaftliche Themen. Nach ihrer Arbeit als Gründerin und Redakteurin bei Hauptstadtmutti ist sie heute als Systemischer Business Coach in Berlin tätig.

### Schriftstellerische Tätigkeit
Isa Grütering ist Autorin zweier Sachbücher, die sich mit den Themen Familie und Erziehung auseinandersetzen. Ihr erstes Buch Mama muss die Welt retten, das im Aufbau Verlag erschienen ist, thematisiert humorvoll und ehrlich die Herausforderungen des Elternseins und den gesellschaftlichen Druck, dem viele Mütter ausgesetzt sind. Ihr zweites Buch 111 Orte für Kinder in Berlin, die man gesehen haben muss wurde im Emons Verlag veröffentlicht und bietet eine Sammlung von familienfreundlichen Ausflugstipps und Aktivitäten in Berlin.

### Aktivismus
Isa Grütering engagiert sich für die Rechte von Frauen nach Fehlgeburten. Gemeinsam mit Natascha Sagorski reichte sie eine Verfassungsbeschwerde zur Änderung des Mutterschutzgesetzes ein. Sie fordert einen gestaffelten Mutterschutz nach Fehlgeburten, um den individuellen Bedürfnissen der betroffenen Frauen besser gerecht zu werden. Dieses Anliegen fand öffentliche Beachtung, da es auf ein wichtiges, oft wenig beachtetes Thema aufmerksam machte. Außerdem veranstaltete sie gemeinsam mit Natascha Sagorski die erste Familienkette Deutschlands.
Darüber hinaus setzt sich Grütering für die Sichtbarkeit und Anerkennung von Ostdeutschen in der deutschen Gesellschaft ein. In diesem Kontext gründete sie den Ostfrauen Salon, eine Initiative, die die Interessen ostdeutscher Frauen fördert und einen Raum für Austausch und Vernetzung bietet.

### Privates
Isa Grütering ist mit dem Musikproduzenten und Sänger der Band Deichkind, Philipp Grütering, verheiratet. Sie leben gemeinsam mit ihren drei Kindern in Berlin.

## Publikationen
- Mit Caroline Rosales: Mama muss die Welt retten. Aufbau Verlag, Berlin 2014, ISBN 978-3-7466-2988-9
- Mit Natascha Korol: 111 Orte für Kinder in Berlin, die man gesehen haben muss, Emons Verlag, Köln, 2018, ISBN 978-3-7408-2475-4